# Lagoa da Caldeira
Lagoa da Caldeira (portugiesisch „See des Kessels“) ist ein See der portugiesischen Azoren-Insel Faial. Der See gehört zum Gebiet der Gemeinde Capelo im Kreis Horta.
Der See liegt in der einzigen Caldeira Faials auf etwa 580 m Höhe und hat einen stark schwankenden Wasserspiegel. Er kann je nach Regenmenge bis zu 10 Hektar groß werden oder auch trockenfallen und sich in einen Sumpf verwandeln. Der jetzige Sumpfsee ist nur ein Rest des vormaligen Sees, der früher den Kraterboden bedeckte, aber 1958 im Zuge des Ausbruchs des Vulkans Capelinhos verschwand.

## Einzelnachweise

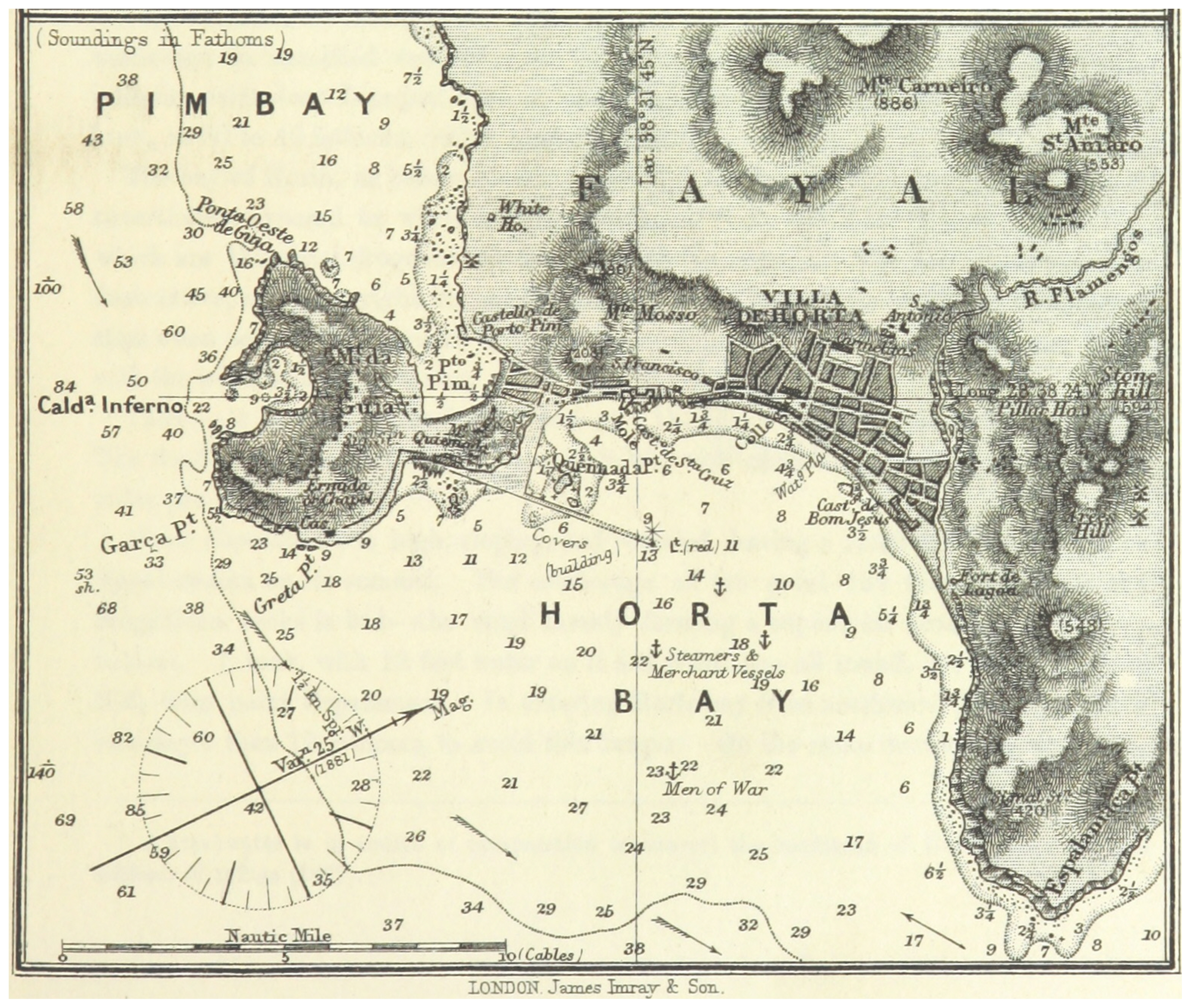
Caldera Inferno – Lageplan (um 1880)